# Retour chez ma mère
Retour chez ma mère (Isto Só a Mim! (título em Portugal) ) é um filme francês do género comédia, realizado e escrito por Éric Lavaine e Hector Cabello Reyes. Estreou-se em França a 1 de junho de 2016 e em Portugal a 25 de agosto do mesmo ano.

## Elenco
- Josiane Balasko como Jacqueline Mazerin
- Alexandra Lamy como Stéphanie Mazerin
- Mathilde Seigner como Carole Mazerin
- Philippe Lefebvre como Nicolas Mazerin
- Jérôme Commandeur como Alain
- Cécile Rebboah como Charlotte
- Didier Flamand como Jean
- Patrick Bosso como agente do centro de empregos
- Marc Fayet como Phillipe
- Sophie Garagnon como funcionária da SNCF
- Renaud Roussel como ator da série de televisão
- Anne-Laure Gruet como atriz da série de televisão

## Produção
As filmagens feitas em Paris e Ais de Provença iniciaram-se em junho de 2015 e foram concluídas a 20 de agosto do mesmo ano. Durante as três primeiras semanas de exibição, o filme arrecadou 1 381 387 euros na bilheteira francesa, com 325 403 entradas.